# 澳门薹草
澳门薹草（学名：Carex spachiana）为莎草科薹草属的植物。分布于中国大陆的广东等地，属中国原产的植物（非从国外引种）。